# Болгарія на літніх Олімпійських іграх 1960
Болгарія брала участь у літніх Олімпійських іграх 1960 складом з 97 спортсменів у 12 видах спорту, здобула 5 медалей.

## Золото
- Греко-римська боротьба, чоловіки — Димитр Добрев

## Срібло
- Греко-римська боротьба, чоловіки — Кралі Бимбалов
- Боротьба, Чоловіки — Неждет Залев, Станчо Колев

## Бронза
- Боротьба, Чоловіки — Єньо Вилчев
- Греко-римська боротьба, чоловіки — Динко Петров
- Гімнастика, чоловіки — Велик Капсазов